# Йоргос Нікітіадіс
Йоргос Нікітіадіс (грец. Γιώργος Νικητιάδης, 1953, Нью-Йорк) — грецький юрист і політик, заступник міністра культури Греції (2012—2019).

## Біографічні відомості
Йоргос Нікітіадіс народився 1953 року в Нью-Йорку (США), проте родина походить з острова Нісірос. Вивчав право в Афінському університеті і продовжив навчання в магістратурі, вивчаючи міжнародні відносини та кримінологію в Університеті Нью-Йорка, де був віце-президентом Конфедерації грецьких студентів. Також там він деякий час працював у грецькій газеті «Ранок».
1981 року він повернувся до Греції і розпочав юридичну практику, а пізніше став членом Аріос Пагос — вищого спеціалізованого суду Греції з розгляду цивільних і кримінальних справ. У 2001—2002 роках він був генеральним секретарем державного управління Міністерства внутрішніх справ. Також він є членом Національної ради ПАСОК.
2007 року обраний депутатом Грецького парламенту від Додеканесу за партійним списком ПАСОК. Переобраний 2009 року. З травня 2010 року служив заступником міністра культури в уряді Йоргоса Папандреу, спочатку Ангели Гереку, потім Павлоса Геруланоса. Коли 17 лютого 2012 року Геруланос подав у відставку у зв'язку із пограбуванням Археологічного музею Олімпії, прем'єр-міністр Лукас Пападімос призначив його новим міністром.
Одружений з Георгією Ятру-Нікітіаді, із якою має спільну доньку. Опублікував книгу «Τουρισμός, ∆ώδεκα Θέσεις, ∆ωδεκάνησος, ∆ώδεκα Όνειρα».